# Al marco
Al marco (wł. marco "marka, znak") – sposób emitowania monet wg określonej jednostki wagowej kruszcu (np. funta, grzywny), z której wybijano ściśle określoną liczbę monet, dopuszczalne natomiast były różnice wagi poszczególnych monet.